# Bröderna Dalton får en chans
Bröderna Dalton får en chans (Les Dalton se rachètent) är ett Lucky Luke-album från 1965. Det är det 26:e albumet i ordningen, och har nummer 8 i den svenska utgivningen.

## Handling
Lucky Luke kallas till USA:s högsta domstol och informeras om att bröderna Dalton kommer att bli villkorligt frigivna, som ett led i senator Jonas O'Joices experiment: kan bröderna hålla sig inom lagens gränser under en månads tid blir de benådade, och har därmed bevisat att fängelse inte fungerar som samhällsförbättrare. Om de å andra sidan återfaller till sin brottsliga bana kommer de återföras till fängelset - för gott.
Lukes uppdrag blir att övervaka Daltons, som är fast beslutna att visa sig laglydiga - till dess att prövotiden gått ut och de kan döda Luke, den ende som de menar är modig nog att våga spärra in dem.

## Svensk utgivning
- Morris; Goscinny, René, (översättare: Veronica Schildt-Bendjelloul) (1972). Bröderna Dalton får en chans. Lucky Lukes äventyr: 8 (1). Stockholm: Albert Bonniers förlag. Libris 7143731. ISBN 91-0-037643-4
- Bröderna Dalton får en chans (2). Stockholm: Bonniers Juniorförlag. 1987. Libris 7285061. ISBN 91-48-37643-4
- Tredje upplagan, 2008, Egmont Serieförlaget. ISBN 978-91-7405-061-5
- I Lucky Luke – Den kompletta samlingen ingår albumet i "Lucky Luke 1962-1964". Libris 9815658. ISBN 91-7134-023-8
- Den svenska utgåvan trycktes även som nummer 27 i Tintins äventyrsklubb (1986). Libris 7674040. ISBN 91-7904-205-8
- Serien återtrycktes också i "Vi bröderna Dalton" (1983)